# Centrarthra malagasy
Centrarthra malagasy är en fjärilsart som beskrevs av Pierre E.L. Viette 1972. Centrarthra malagasy ingår i släktet Centrarthra och familjen nattflyn. Inga underarter finns listade i Catalogue of Life.